# Aerodynamik
 Aerodynamik è un singolo del gruppo musicale tedesco Kraftwerk, pubblicato nel 2004 come estratto dall'album Tour de France Soundtracks.

## Descrizione
Registrato nel 2004, il singolo è stato realizzato in collaborazione con il gruppo britannico, Hot Chip.
Nel settembre del 2007, il pezzo è stato ripubblicato, insieme al brano La Forme in versione remix dal gruppo degli Hot Chip. Il singolo si è posizionato al numero 76 nella classifica ufficiale dei singoli. Il remix di Alex Gopher ed Etienne de Crecy, inoltre, apparve nella colonna sonora di Wipeout Pulse.

## Tracce (parziale)
Edizione 2004
1. Aerodynamik (Kling Klang Radio Mix) – 3:45
2. Aerodynamik (Kling Klang Dynamix) – 7:01
3. Aerodynamik (Alex Gopher / Etienne de Crecy Dynamik Mix) – 7:42
4. Aerodynamik (François K. Aero Mix) – 7:52

Durata totale: 26:20
Edizione 2007
1. Aerodynamik (Hot Chip Intelligent Design Mix)) – 8:31
2. La Forme (King of the Mountains Mix) – 11:32

Durata totale: 20:03